# Juraj Fándly
Juraj Fándly (ur. 21 października 1750 w Častá, zm. 7 marca 1811 w Doľany) – słowacki pisarz, ksiądz katolicki i przedstawiciel przebudzenia narodowego.
Był związany z kręgiem A. Bernoláka. Był współzałożycielem organizacji Slovenské učené tovarišstvo (1789–1900).
Napisał pierwsze dzieło w skodyfikowanym przez Bernoláka standardzie języka słowackiego: Důverná zmlúva medzi mňíchom a diáblom... (t. 1–2 1789), propagujące reformy józefińskie. Autor pracy Compendiata historia gentis Slavae (1793). Jego dorobek obejmuje także poradniki z zakresu uprawy warzyw, pszczelarstwa i ziół leczniczych.